# 許元祥
許元祥（1499年—？），字國鍾，浙江寧波府鄞縣人，民籍，明朝政治人物。

## 生平
嘉靖元年（1522年）壬午科浙江鄉試第三名舉人。嘉靖十七年（1538年）中式戊戌科會試第三百九名，登第三甲第一百一十五名進士。授山東寿光县知县。

## 家族
曾祖許伯義；祖父許純；父許瓏，母薛氏。慈侍下。